# Shlomit Aharon

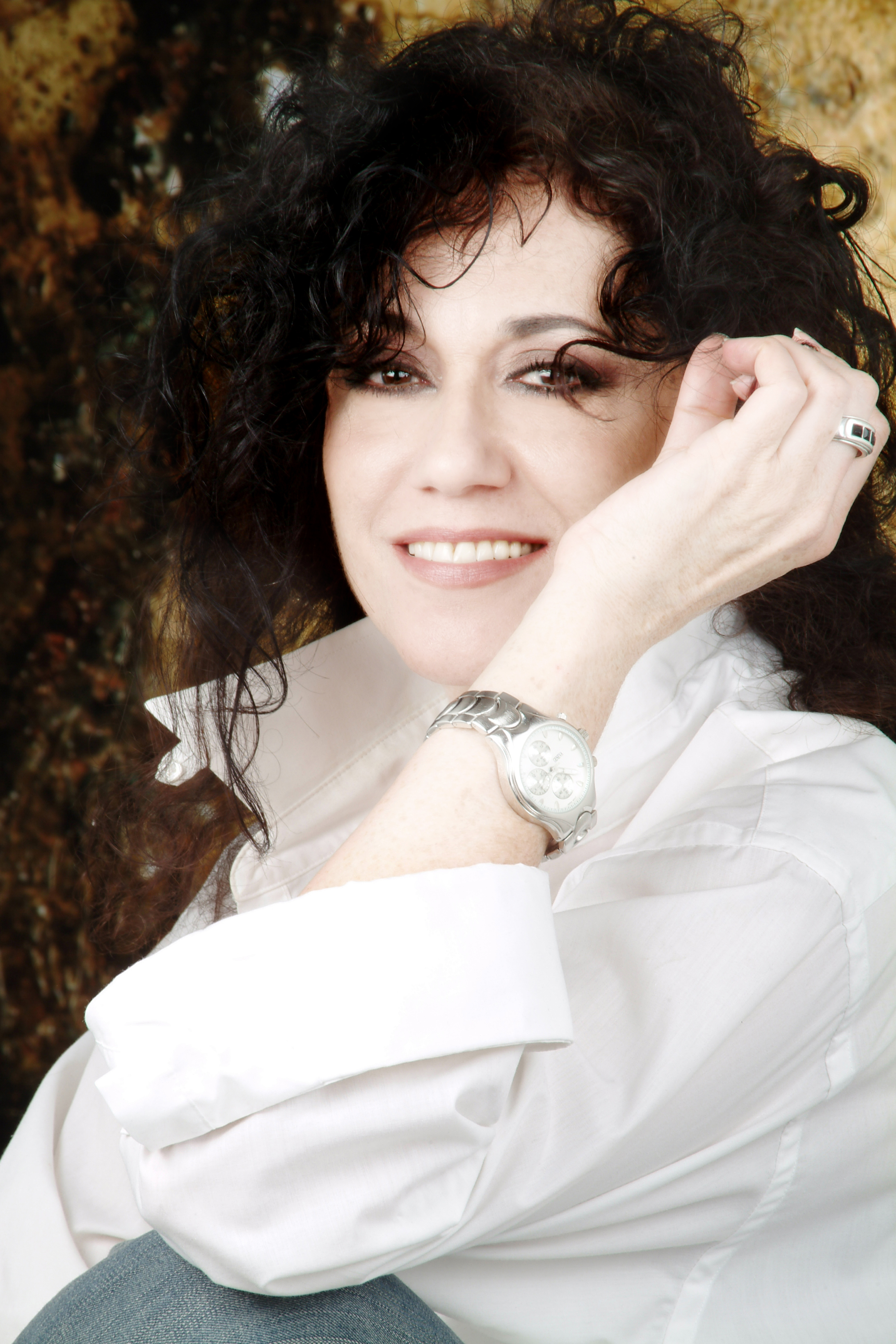
Shlomit Aharon

Shlomit Aharon (hebräisch שלומית אהרון‎; * 10. Juli 1950 in Tel Aviv-Jaffa als Shlomit Debinik) ist eine israelische Sängerin und Schauspielerin. Sie ist bekannt aus der Gruppe Hakol Over Habibi, die 1981 Israel beim Eurovision Song Contest vertrat.

## Leben
Shlomit Aharon wurde in Tel Aviv mit dem Namen Shlomit Debinik als Kind polnisch-jüdischer Eltern geboren. Nach dem Tod ihres Vaters Aharon nahm sie in Gedenken an ihn seinen Namen als ihren neuen Nachnamen an.
Sie war Sängerin in der israelischen Pop-Gruppe Hakol Over Habibi, welche zwischen 1975 und 2002 bestand. Höhepunkt ihrer Karriere war die Teilnahme am Eurovision Song Contest 1981, bei der die Gruppe mit "Halayla" (zu deutsch "Heute Abend") den siebten Platz belegte. Aharon war zu diesem Zeitpunkt im fortgeschrittenen Stadium schwanger.
Sie spricht in der hebräischen Fassung die Stimme von Arielle im Film Arielle, die Meerjungfrau und Odette im Film Die Schwanenprinzessin.
Im Theater trat sie im Musical Les Misérables auf.
1977–2002 war Shlomit Aharon mit Yuval Dor verheiratet, ebenfalls Mitglied bei Hakol Over Habibi. Die beiden haben 2 Kinder.

## Diskografie

### Alben
- 1989: אישי ואהובי
- 1992: תקליט עברי
- 2000: לאהוב יותר
- 2006: כשתבוא תראה
- 2015: שקט אמיתי

### Kollaborationen
- 1998: ליידיס & ג'נטלמן (mit Sassy Keshet)
- 2003: דואט - בהופעה חיה (mit Yevgeni Shapovalov)
- 2009: Behofa’a Chaya (mit Shloshet Hatenorim)

### Singles (Auswahl)
- 1990: תמונה משפחתית
- 2003: אווה מריה (mit Yevgeni Shapovalov)